# Riccardo Rinaldi
Riccardo Rinaldi (* 24. Februar 1945; † 11. März 2006) war ein Illustrator, Comiczeichner und Erfinder der Pichelsteiner.

## Leben und Werk
1955 bereits trat er in der italienischen Fernsehsendung für Kinder Zurlì, il mago del giovedì auf. Er fungierte dort für den Magier Zurli („Mago Zurli“) als eine Art Medium: Der Zauberer nannte ihm Begriffe, die er äußerst flink „wie von magischer Hand“ an eine Tafel zeichnete.
Aufgrund eines Engagements für den Kauka-Verlag ging er 1963 nach München. Nach kurzer Festanstellung machte er sich selbständig, zeichnete aber weiterhin Kauka-Serien wie zum Beispiel Fix und Foxi, Die Pichelsteiner und Fritze Blitz und Dunnerkiel. Außerdem gestaltete er die Comicserie Siegfried für das erotische Magazin PIP.
Seit den 1980er Jahren war er vorwiegend in der Werbebranche tätig. Es entstanden unter anderem die Comicserien Max und Baxi (für die Techniker Krankenkasse), Heido (für den Heide-Park Soltau) und Die Harrycats.
Zusammen mit Achim Schnurrer, Ingo Stein, Burkhard Ihme, Hansi Kiefersauer, Horst Berner, Eckart Sackmann, Hartmut Becker, Gerd Zimmer und André Roche initiierte er 1984 den Comicsalon in Erlangen, für den er auch den jährlich vergebenen Max-und-Moritz-Preis gestaltete. Es folgten (ebenfalls in Zusammenarbeit mit Achim Schnurrer) die Publikationen Die Kunst der Comics und Die Welt der Bilderfrauen.
Zu seinen letzten Projekten gehörte die Serie Das Streichquartett für das Magazin JUNIOR.
Der in Italien geborene Zeichner lebte in München und war mit einer Deutschen verheiratet.